# Скорга
Скорга або Скоргафоссен (норв. Skorga, Skorgefossen, Skorgafossen) — водоспад у Європі, на річці Скорга, в південно-західній Норвегії.

## Географія
Водоспад розташований в горах Тролгеймен (Скандинавські гори), на річці Скорга (витікає із озера Скоргватнет — частково живиться талими водами льодовика Калд), правій притоці Дріви (басейн Північного моря), у північно-східній частині району Мере-ог-Ромсдал (Норвегія), за 80 км на схід від адміністративного центру району — Молде, та за 325 км на північ — північний-захід від столиці країни — Осло.
Вода водоспаду падає вниз, дев'ятьма уступами з висоти в 864 м у долину Сунндален (норв. Sunndalen), по якій протікає річка Дріва. Середня ширина водоспаду становить 15 м, максимальна — 23 м. Він в середньому щосекунди скидає 1 м³ води. За висотою, водоспад Скора займає 7-ме місце у світі, і друге у Європі та Норвегії після водоспаду Віннуфоссен (865 м, Норвегія). За іншими даними 7-ме місце займає водоспад Баліфоссен (850 м, Норвегія).